# Brecht Capon
Brecht Capon (Ostenda, 24 aprile 1988) è un ex calciatore belga, di ruolo difensore.